# Formononetina
Formononetina es una isoflavona.

## Presencia natural
Formononetina se encuentra en una serie de plantas e hierbas como el trébol rojo. Junto con otros fitoestrógenos, se produce principalmente en leguminosas y plantas de la familia Fabaceae, en particular en los granos, tales como judías verdes, habas, soja y muchos otros, como una libre aglicona o en forma de su glucósido ononin.
También se puede encontrar en cultivos celulares de Maackia amurensis

## Metabolismo
La enzima 4'-methoxyisoflavone 2'-hydroxylase usa formononetin, NADPH, H+, y O2 para producir 2'-hydroxyformononetin, NADP+ and H2O.
La enzima Isoflavone 3'-hydroxylase usa formononetina, NADPH, H+, y O2 para producir calycosina (3'-hydroxyformononetin), NADP+ y H2O.

### Glucósidos
Ononin es el 7-O-glucósido de formononetina.